# Пояна (Караш-Северін)
Пояна (рум. Poiana) — село у повіті Караш-Северін в Румунії. Входить до складу комуни Букін.
Село розташоване на відстані 324 км на захід від Бухареста, 23 км на схід від Решиці, 86 км на південний схід від Тімішоари.

## Населення
За даними перепису населення 2002 року у селі проживали 647 осіб, з них 641 особа (99,1%) румунів. Рідною мовою 641 особа (99,1%) назвала румунську.